# Majna (folyó)
A Majna (németül: Main) Németországban a Rajna egyik legfontosabb mellékfolyója. Bajorország, Baden-Württemberg és Hessen tartományok területét érinti. Vízgyűjtő területe egy jelentős szakaszon a Dunáéval határos.
A Majna Kulmbachnál kezdődik, ahol összefolyik a Vörös-Majna (Roter Main) és a Fehér-Majna (Weißer Main). A Vörös-Majna a Frank-Albban ered, és 50 km hosszú folyásán érinti Creußent és Bayreuthot. A 41 km hosszú Fehér-Majna a Fichtelgebirge hegyei között ered. A Majna jelentősebb mellékfolyói a Regnitz, a Fränkische Saale, a Tauber és a Nidda.

## Hajózás

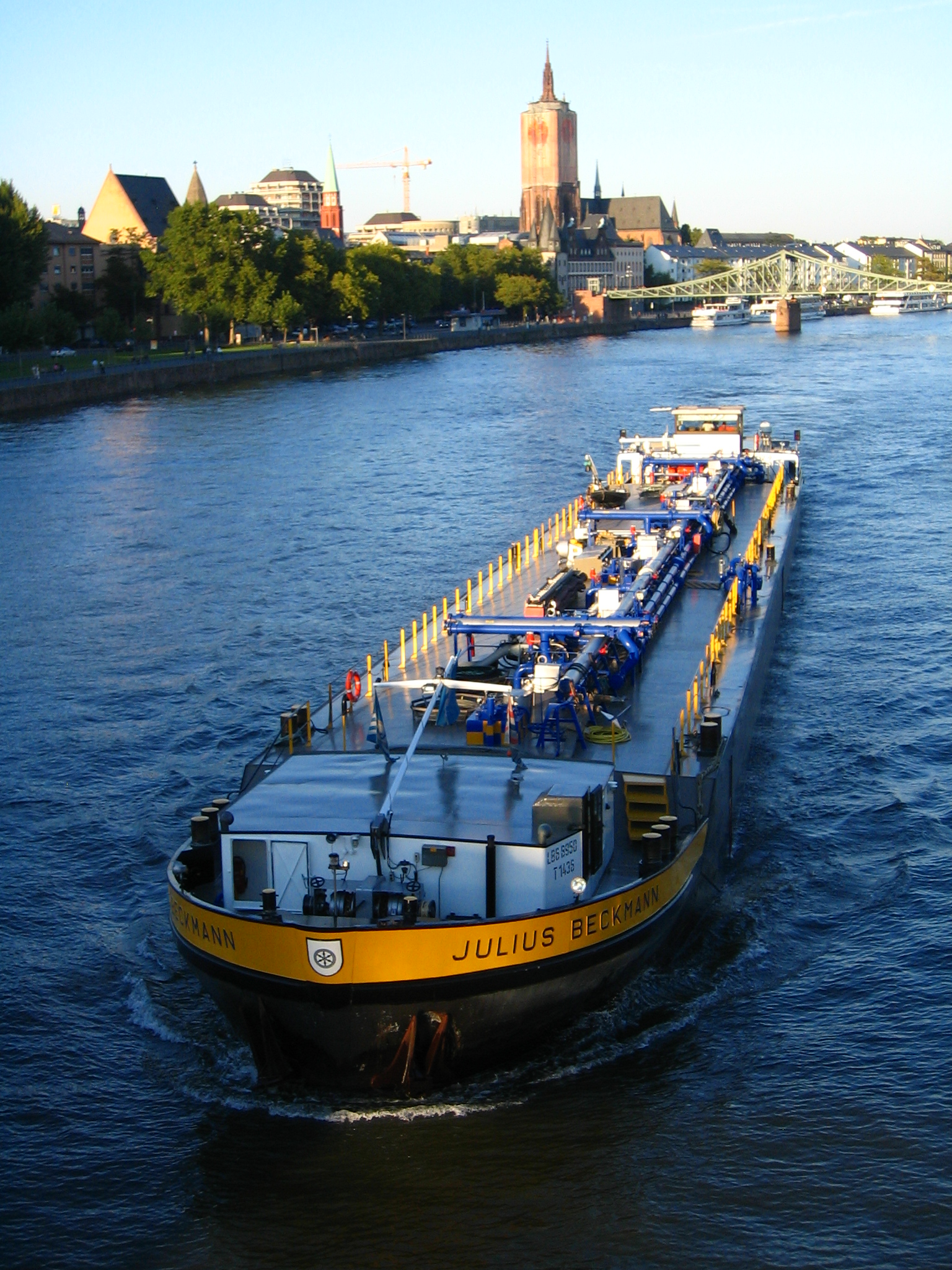
Hajózás a Majnán Frankfurtnál

A Majna a Mainzcal szembeni, Wiesbaden mellett lévő torkolatától a 396 kilométerrel feljebb fekvő Bambergig hajózható. 1992 óta a Rajna–Majna–Duna-csatornán és az erősen szabályozott Altmühl-folyón keresztül a Dunával is összeköttetésben áll.
Frankfurt körül számos ipari kikötő található. Mivel a felsőbb szakaszokon a folyó viszonylag keskeny, a hajózás komoly felkészültséget igényel.
A folyó a VII. páneurópai folyosó részeként nagy jelentőségre tett szert a szállításban.

## Települések

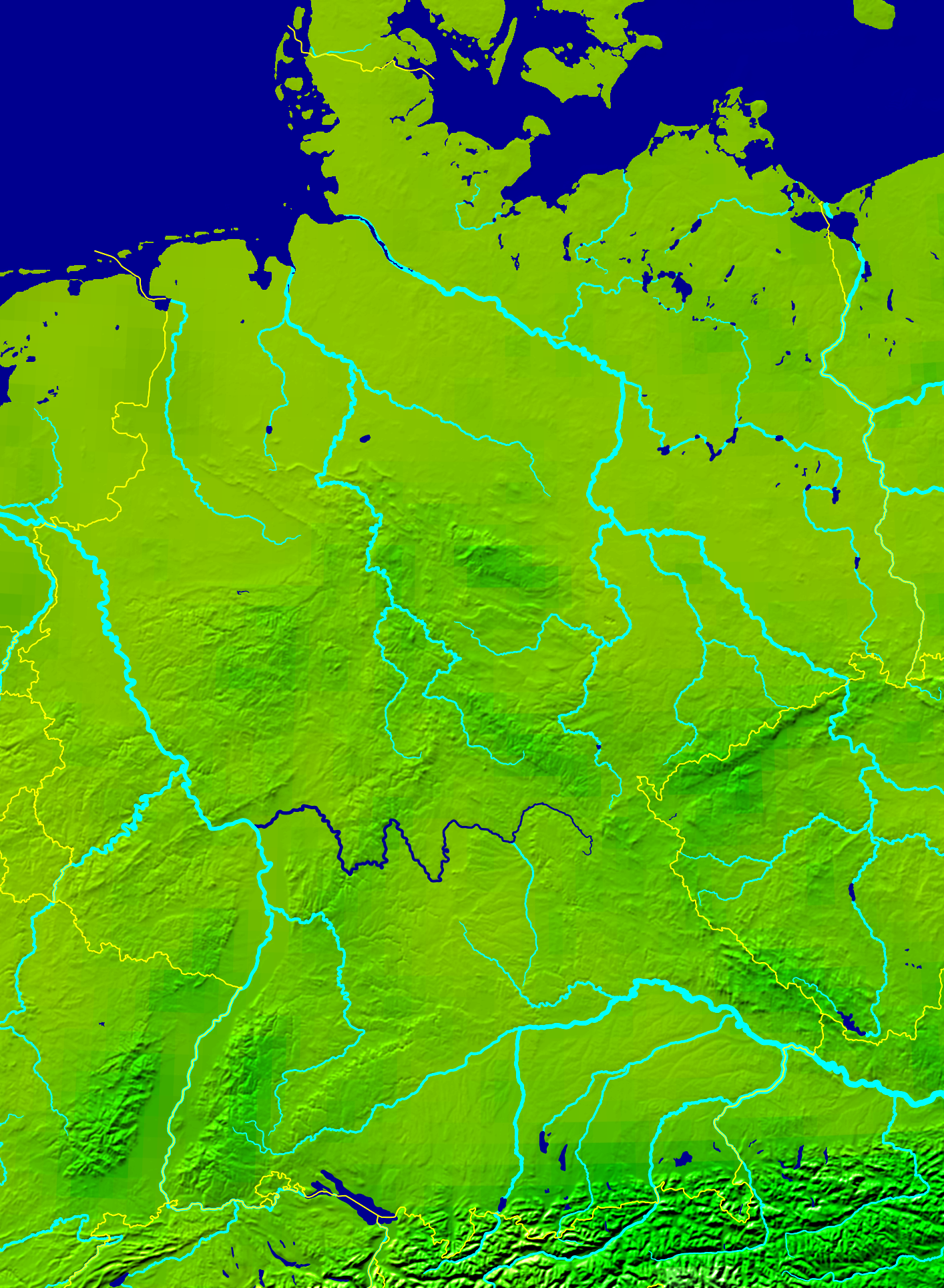
A Majna Németországban

A legjelentősebb Majna-parti település Frankfurt am Main. Az összefolyástól kezdve a következő települések találhatók a folyó partján: Burgkunstadt, Lichtenfels, Bad Staffelstein, Eltmann, Haßfurt, Schweinfurt, Volkach, Kitzingen, Marktbreit, Ochsenfurt, Würzburg, Karlstadt, Gemünden, Lohr, Marktheidenfeld, Wertheim, Miltenberg, Obernburg, Aschaffenburg, Seligenstadt, Hainburg, Hanau, Offenbach, Frankfurt am Main, Hattersheim, Flörsheim és Rüsselsheim.

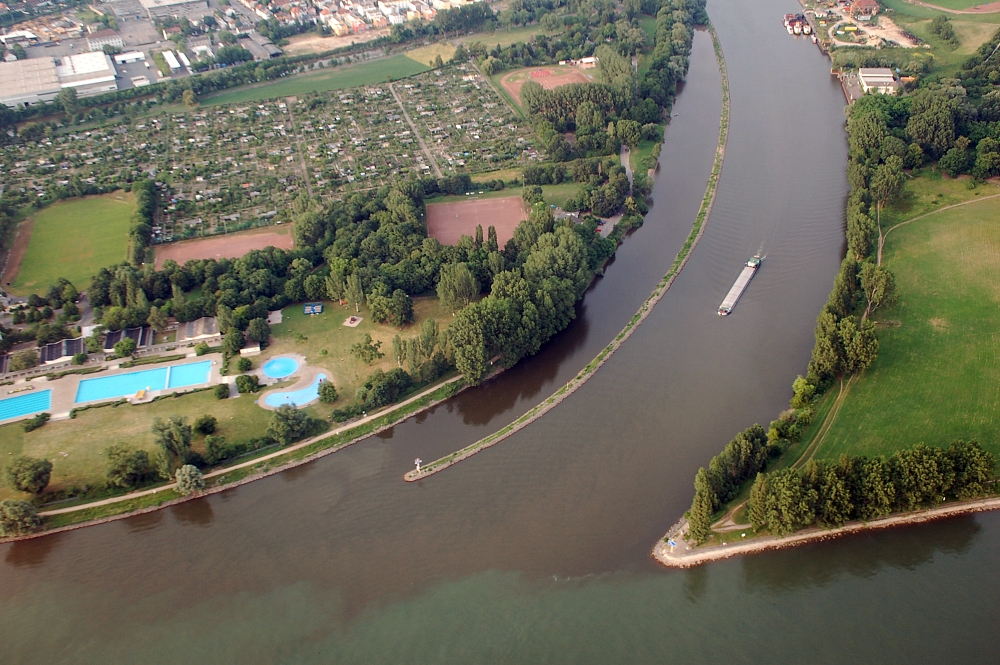
A Majna torkolata

## Fordítás
- Ez a szócikk részben vagy egészben a Main című angol Wikipédia-szócikk ezen változatának fordításán alapul.  Az eredeti cikk szerkesztőit annak laptörténete sorolja fel. Ez a jelzés csupán a megfogalmazás eredetét és a szerzői jogokat jelzi, nem szolgál a cikkben szereplő információk forrásmegjelöléseként.